# یواس‌اس جانستون (دی‌دی-۵۵۷)
یواس‌اس جانستون (دی‌دی-۵۵۷) (به انگلیسی: USS Johnston (DD-557)) یک کشتی بود که طول آن ۳۷۶ فوت ۶ اینچ (۱۱۴٫۷۶ متر) بود. این کشتی در سال ۱۹۴۳ ساخته شد.